# ATSV Saarbrücken
Der ATSV Saarbrücken (Altsaarbrücker Turn- und Sportverein von 1848 e. V.) ist ein deutscher Sportverein aus Saarbrücken. 

## Allgemeines
Er wurde 1848 als „Turngemeinde zu Saarbrücken und St. Johann“ gegründet, welcher aus dem 1847 gegründeten Gesangsverein „Elysium“ hervorging. 1952 änderte man den Vereinsnamen in „Alt-Saarbrücker Turn- und Sportverein“ (ATSV). Er ist der zweitälteste Sportverein im Saarland und mit seinen 1700 Mitgliedern einer der größten und erfolgreichsten Sportvereine im Saarland. Der ATSV ist dem Breiten- und Leistungssport verpflichtet. Darüber hinaus besitzt der Verein eine vereinseigene Sport- und Festhalle, die 1956 in Saarbrücken auf der Bellevue eingeweiht wurde.  
Die 13 Sportabteilungen des ATSV e. V.:
- Turnen
- Basketball
- Cheersport
- Handball
- Fechten
- Fußball
- Karate
- Kung-Fu
- Leichtathletik
- Prellball
- Schwimmen
- Tanzsport
- Tischtennis

## Tischtennis
Der ATSV ist überregional vor allem wegen seiner erfolgreichen Tischtennisabteilung bekannt.

### Herrenteam
In den 1960er Jahren spielten die Herren in der Oberliga Südwest, der damals höchsten deutschen Spielklasse. Aus dieser wurde die Mannschaft 1966 zurückgezogen. 1980 gelang der Aufstieg der Herrenmannschaft in die 1. Bundesliga, 1993 wurde der Profibetrieb mangels Sponsoren wieder eingestellt.
Die große Zeit des ATSV waren die 1980er Jahre unter dem Manager Georg Rebmann, als dort der damals beste deutsche Spieler Georg Böhm spielte, sowie sein Bruder Josef und mit Peter Engel ein weiterer deutscher Spitzenmann. Von 1980 bis 1982 war der jugoslawische Weltklassespieler Dragutin Šurbek Star der Mannschaft, danach wurde das erste Brett von Stellan Bengtsson belegt, der sich wie Šurbek aber schon im Herbst seiner Karriere befand. Dennoch konnte die Mannschaft aufgrund ihrer Ausgeglichenheit gerade auf den mittleren und hinteren Positionen einige Erfolge feiern. Später wurde mit dem Doppelweltmeister und Olympiasieger Jan-Ove Waldner dann auch ein echter Superstar verpflichtet, der Schwede spielte von 1984 bis 1987 in Saarbrücken. Sein Nachfolger wurde der Chinese Xie Saike, mit dem Saarbrücken 1989 das Triple aus Deutscher Meisterschaft, Deutschem Pokal und Nancy-Evans-Cup (ETTU) gewann. Der schließlich letzte große ausländische Spieler in Saarbrücken war Jörgen Persson, schwedischer Einzelweltmeister von 1991, der von 1991 bis 1992 in Saarbrücken spielte.
Den Europapokal der Landesmeister gewann der Verein 1985/86, 86/87  wurde er Zweiter hinter TTC Zugbrücke Grenzau. Im ETTU Cup siegte er 1982 und 1989.
Als Trainer arbeiteten u. a. Stellan Bengtsson (bis 1990) und Glenn Östh (1990 – 31. Dezember 1991).
Am Ende der Saison 1991/92, in der man deutscher Vizemeister wurde, zog der Verein die Mannschaft aus der 1. Bundesliga in die Regionalliga zurück.

### Damenteam
Auch eine Damenmannschaft gehörte in den 1980er Jahren zu den deutschen Spitzenteams. In der Saison wurden Jutta Deppner, Ulrike Killius, Renate Schiestel-Eder und Doris Breyer Meister der Regionalliga West und stiegen in die 1. Bundesliga auf. 1987 wurde die Mannschaft aus der 1. BL zurückgezogen, 1992 aus der 2. BL komplett abgemeldet. Von 2007 bis 2019 spielte die Damenmannschaft des ATSVs ununterbrochen in der 2. Bundesliga, danach wurde sie aus finanziellen Gründen zurückgezogen.
In der Saison 2013/14 spielten Sarah De Nutte, Yoshida, Theresa Adams, Tessy Gonderinger, Ann-Kathrin Herges. In der Saison 2014/15 spielt die Mannschaft in der Aufstellung Theresa Adams, Anna Rossikhina, Mariana Stoian, Tessy Gonderinger und Ann-Kathrin Herges.

### Erfolge
- Deutscher Mannschaftsmeister Damen:
  - 1985: Susanne Wenzel, Judit Magos, Éva Ferenczi, Annette Greisinger, Jutta Deppner,  Cornelia Hoffmann
- Deutscher Pokalsieger Damen:
  - 1985: Susanne Wenzel, Judit Magos, Annette Greisinger
- Deutscher Mannschaftsmeister Herren:
  - 1983: Stellan Bengtsson, Georg Böhm, Peter Engel, Josef Böhm, Peter Becker, Hartmut Frank
  - 1984: Stellan Bengtsson, Georg Böhm, Peter Engel, Josef Böhm, Peter Becker, Hartmut Frank
  - 1985: Jan-Ove Waldner, Georg Böhm, Peter Engel, Josef Böhm, Peter Becker, Paul Link, Hartmut Frank, Wolfgang Scholer
  - 1989: Xie Saike, Carl Prean, János Takács, Jürgen Rebel, Peter Engel, Torsten Kirchherr, Helmut Grob, Jürgen Hegenbarth, Joseph Hong
- Deutscher Pokalsieger Herren:
  - 1985: Jan-Ove Waldner, Georg Böhm, Peter Engel
  - 1986: Jan-Ove Waldner, Georg Böhm, Peter Engel
  - 1989: Xie Saike, Carl Prean, Peter Engel
- Europapokalsieger Herren:
  - 1986: Jan-Ove Waldner, Georg Böhm, Peter Engel, Josef Böhm, Trainer: Klaus Müller.[7] Sieg im Endspiel gegen AS Messine Paris
- ETTU Nancy-Evans-Cup Herren:
  - 1982: Dragutin Šurbek, John Hilton, Peter Engel
  - 1989: Xie Saike, Carl Prean, Jürgen Rebel, Peter Engel (Endspiel gegen Spvg Steinhagen)

## Handball
Die Handballer des TV Altenkessel gehören zur Aktivenspielgemeinschaft der HSG TVA/ATSV Saarbrücken. 
- Aufstieg in die 2. Handball-Bundesliga 1996, 1998
- Meister Regionalliga Süd/West (3. liga) 1996, 1998
- Aufstieg in die Regionalliga Südwest 1991
- Meister Oberliga Saarland (4. Liga) 1991
- DHB-Pokal 3. Hauptrunde 1995/96
- DHB-Pokal Hauptrunde 1996/97[8] 1997/98

### Persönlichkeiten
- Momir Rnić (Handballtrainer)
- Jürgen Hartz (Handballtrainer)
- Markus Hochhaus (Nationalspieler)

## Weitere bekannte Sportler
- Helga Hoffmann (Leichtathletik): Teilnahme an drei Olympischen Spielen und vier Europameisterschaften, 14fache Deutsche Meisterin (Weitsprung und Fünfkampf).